# گرمیان
گرمیان یکی از حکومت‌های موقتی بود که پس از پایان چیرگی سلجوقیان روم در بخش غربی آناتولی بنیاد یافت.
دیار گرمیان شامل نواحی کوتاهیه و قره‌حصار صاحب بود و از شمال به ناحیه قره‌سی و خداوندگار و از مغرب به صاروخان و آیدین و منتشا و از جنوب به حمید و قره‌مان و از مشرق به خیمانه و مجرای سقاریه محدود بود.
چون امرای گرمیان با دولت عثمانی رفتار خصمانه‌ای نداشتند پادشاهان عثمانی نیز متعرض آنان نبودند و در زمان سلطان مراد دوم در سال ۸۳۱ ه‍.ق یعقوب‌بگ از امرای گرمیان بی آنکه فرزندی داشته باشد مرد و ملک خود را به دولت عثمانی واگذاشت. از این تاریخ دیار ایشان ضمیمه سرزمین‌های عثمانی شد و مرکز آن کوتاهیه تعیین گردید ولی گرمیان به ولایت خداوندگار ملحق شده نام اصلی آن به کلی متروک گردید.